# Величко Андрій Валерійович
Андрі́й Вале́рійович Вели́чко (1981—2014) — майор Збройних сил України, учасник російсько-української війни.

## З життєпису
Народився 1982 року в селі Монастирище (Чернігівський район, Приморський край, РРФСР).
Майор, начальник хімічної служби в/ч 3037 НГУ, Донецьк (район Боссе). У травні 2014-го під час сутичок з нападниками, очолюючи групу із застосування спеціальних засобів, зазнав вогнепального поранення правої руки. 14 травня десятки невідомих озброєних осіб оточили та заблокували військове містечко № 20 в/ч 3037 у Донецьку. Майор Величко виконував завдання з розвідки за діями озброєних проросійськи налаштованих громадян та їх переміщенням навколо військового об'єкту.
Діючи в складі військового оперативного резерву полку, у червні 2014 року під час оборони від проросійських бойовиків будівлі Донецької обласної прокуратури майор Величко зазнав важкого поранення в руку і на момент прориву частини з оточення та виходу під Маріуполь залишався на лікуванні у Донецьку. Під час штурму частини опинився у полоні банди Безлера (Горлівка).
Коли його відпустили з полону, не мав при собі документів, 17 липня 2014-го зник у місті Красногорівка без документів. З Красногорівки повідомив про себе сестрі, скориставшись телефоном одного з місцевих жителів. Цей же громадянин вказав йому дорогу на село Піски через Старомихайлівку, коли за Величком легковиком «Хюндай Елантра» чорного кольору д/н АН 1654 ЕВ приїхала мати та двоє знайомих. Пополудні 17 липня виїхав з Красногорівки мікрорайон Сонячний д. 9 кв. 38 (без документів), на машині «Хюндай Елантра» АН1654ЕВ чорного кольору, разом з трьома людьми: Лось Володимир, Скоринін Тимур та Величко Ірина. З того часу зникли безвісти. Машину знайшли спалену, без людей. Розстріляну і спалену машину «Хюндай», схожу на ту, якою їхали чотири зниклих, їхні родичі згодом виявили поблизу селища Лозового Ясинуватського району Донецької області.
У вересні 2015 пошукова група «Евакуація 200» забирала з нейтральної зони в посадці між Красногорівкою та Старомихайлівкою трьох вбитих, застрелених у голову.
Восени 2017 року ідентифіковано за ДНК — був похований на Краснопільському цвинтарі Дніпра. 12 вересня 2017-го відбулось прощання на Краснопільському цвинтарі, після кремації у Києві похований в Сєвєродонецьку.
Без Андрія лишилась сестра.

## Нагороди
- Указом Президента України № 12/2018 від 22 січня 2018 року «за особисту мужність і самовіддані дії, виявлені у захисті державного суверенітету та територіальної цілісності України» — нагороджений орденом «За мужність» III ступеня (посмертно)[1].